# Неа Бафра
Неа Бафра (на гръцки: Νέα Μπάφρα) е село в Република Гърция, дем Амфиполи, област Централна Македония. Има 1004 жители (2001).

## География
Селото е разположено в югозападната част на Драмското поле, в северното подножие на Кушница, югоизточно от Сяр (Серес) и западно от Драма.

## История
Неа Бафра е основано в 1923 година от бежанци от град Бафра, Западен Понт. Името на селото означава Нова Бафра. Според преброяването от 1928 година селото е изцяло бежанско със 110 бежански семейства и 341 души.
От 1997 година Неа Бафра спада към Дем Кормища и е негов център. Основният поминък на местното население е земеделието. В селото има училище, една църква – „Преображение Господне“ и три параклиса – „Свети Димитър“, „Свети Илия“ и „Свети Георги“. Футболният отбор, основан в 1948 година, се казва „Докса“, а културно-просветното дружество (силогосът) „Илияс Пану“.